# R. G. D. アレン
R. G. D. アレン（ロイ・アレン、Sir Roy George Douglas Allen、1906年6月3日 - 1983年9月29日）は、イギリスのWorcesterに生まれた経済学者。ロンドン・スクール・オブ・エコノミクス（LSE）の教授であった。専門は、数理経済学、統計学、数学である。

## 略歴
- 1906年6月3日　イギリスのウスターシャー州ウスターで生まれる。
- The Royal Grammar School Worcesterで学ぶ。
- ケンブリッジ大学のシドニー・サセックス・カレッジで学ぶ（卒業は数学でFirst Class Honousを得、ウラングラ奨学金をもらう）。
- 卒業後、ロンドン・スクール・オブ・エコノミクス（LSE）で統計学の講師につく。
- 1934年　ジョン・ヒックスと共著の論文 “A reconsideration of the Theory of Value” をEconomica（英語版）に発表する。
- 1938年　『経済研究者のための数学解析』を出版する。
- 1966年　ナイトの称号（CBE）を得る。
- 1966年　王立統計学会会長を務め、王立統計学会よりThe Guy Medal in Goldを得る。
- 1978年　イギリス学士院のtreasurerであった（FBA: a fellow of the British Academy）。
- 彼はケンブリッジ大学のシドニー・サセックス・カレッジのフェローとなる。
- 1983年9月29日　死去。77歳没。

## 業績
ジョン・ヒックスとともに、ローザンヌ学派の成果を世界に紹介するのに貢献した。ヒックスと共著で1934年のEconomicaに発表した論文"A Reconsideration of the Theory of Value"は、効用最大化から需要関数を導く方法を導入し、それに伴う収入と代替効果の分解を示した（スルツキー方程式）。これは新古典派経済学における「パレート派」復活を引き起こした。
有名な1938年の著書は、次世代のために数学的基礎を敷いたもので、「代替の部分弾力性」を始めとする目新しい概念を導入している。
後の業績はもっぱら統計学についてのもので、特に小売価格と指標の問題を扱っていた。アーサー・ボウリーと共同で行った1935年の有名な家計支出調査と予算分析は、経験的ミクロ経済学の先駆的な試みであった。

## 著作

### 日本語訳
- 『数学研究者のための統計学』、大石泰彦・大澤豊共訳、東洋経済新報社、1952年
- 『経済研究者のための数学解析』、（上巻・下巻）、高木秀玄訳、有斐閣、上巻1953年・下巻1954年
- 『数理経済学』（上巻・下巻）、安井琢磨・木村健康監訳、紀伊国屋書店、上巻1958年・下巻1959年
- 『経済・経営のための基礎数学』（上巻・下巻）、高木秀玄訳、上巻1963年・下巻1964年
- 『アレン現代経済学――マクロ分析の理論』（上・下）、新開陽一・渡部経彦共訳、東洋経済新報社、1968年
- 『指数の理論と実際』、溝口敏行・寺崎康博共訳、東洋経済新報社、1977年

### 原書
- Family Expenditure, with A.L. Bowley, 1935.
- Mathematical Analysis for Economists, 1938.
- Statistics for Economists, 1949.
- Mathematical Economics, 1956.
- Macroeconomic Theory, 1967.
- Index Numbers in Theory and Practice, 1975.
- Introduction to National Accounts Statistics, 1980.